# Pista de la Muntanya (Erinyà)
La Pista de la Muntanya és una pista rural transitable del terme municipal de Conca de Dalt, en territori del poble d'Erinyà, a l'antic terme de Toralla i Serradell, al Pallars Jussà.
Arrenca de l'extrem nord-oriental del poble d'Erinyà, al nord del lloc anomenat lo Camp, des d'on puja cap al nord. Passa per l'extrem de llevant del Cap del Camp i de les Cornelles, a ponent de lo Serrat. Continua cap al nord-oest, travessa la llau de Fenós i passa entre la partida de les Roques, a ponent, i les dels Feners i Bancalades, a llevant. Va guanyant alçada, sempre cap al nord, passa a ponent del Camp de Fenós, i arriba al costat de l'ermita de Sant Isidre.
En aquest lloc el camí trenca cap a ponent, i passa per damunt de l'Obaga de Sant Isidre i del Planell de l'Obaga, al nord de la Rebollera, del Tossal dels Corbs i de les Roques, fins que troba la vall del barranc de la Torre. Llavors segueix aigües amunt aquest barranc per la seva riba dreta, passa per l'Obaga del Febrer i pel lloc de Femat, davant i al sud del Solà de la Muntanya d'Erinyà, i arriba al Bosc de Serradell. Continua aigües amunt del barranc de la Torre, fins que, a prop de l'extrem nord del bosc, comença a fer tancats revolts per guanyar alçada pel mig del bosc, puja cap al sud-est, passa per damunt i al nord-oest de la Solaneta, i entronca amb la Pista de Cérvoles al capdamunt del bosc de Serradell.